# Erica leptantha
Erica leptantha är en ljungväxtart som beskrevs av Dulfer. Erica leptantha ingår i släktet klockljungssläktet, och familjen ljungväxter. Inga underarter finns listade i Catalogue of Life.